# Große Isar (München)

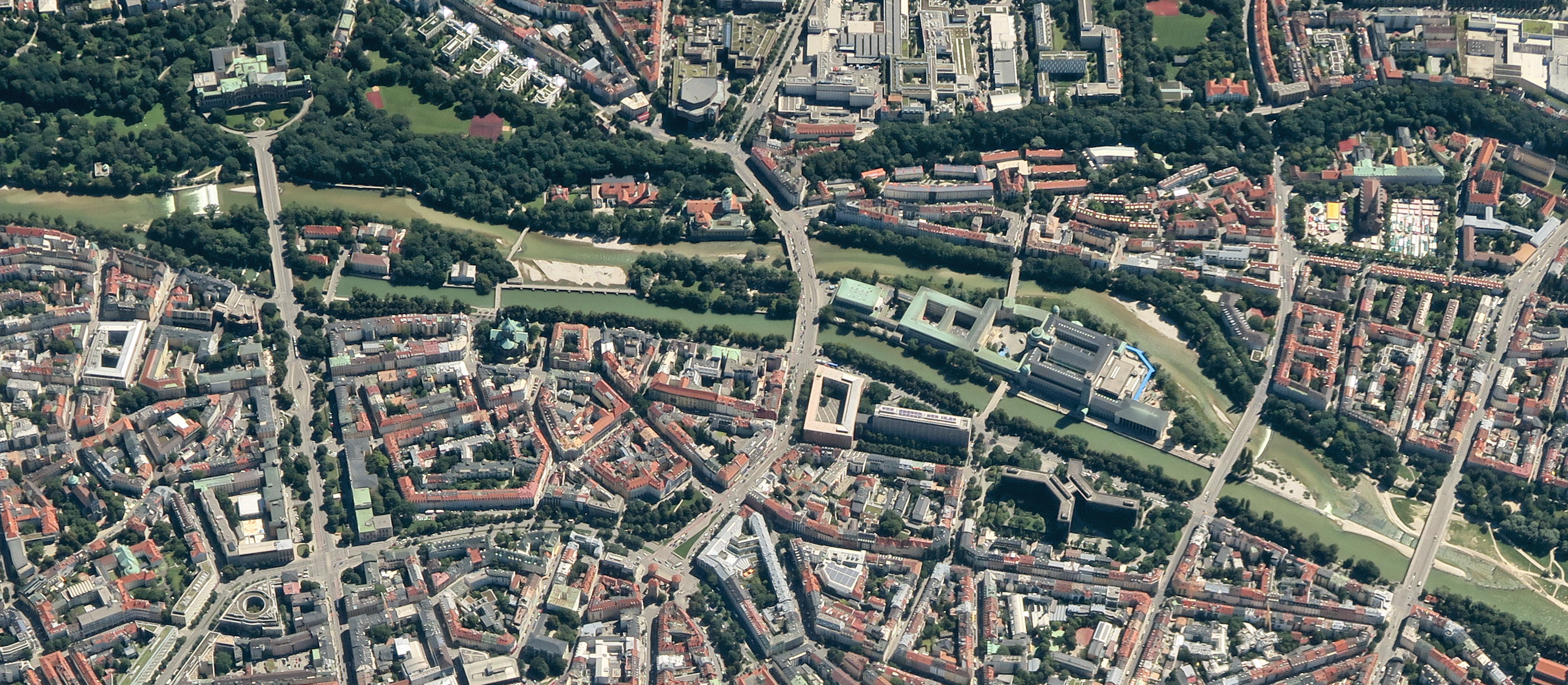
Große Isar (unten) und Kleine Isar (oben)

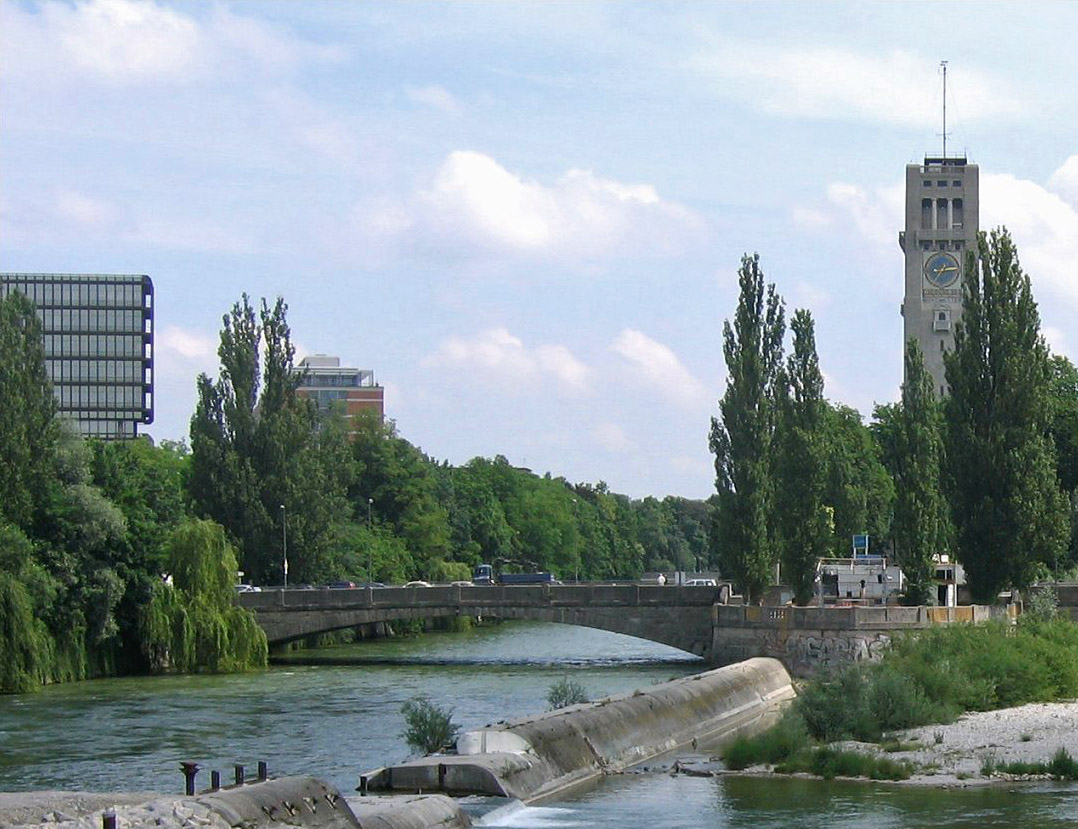
Große Isar mit Corneliusbrücke (Südspitze der Museumsinsel)

Die Große Isar ist ein Seitenarm des Flusses Isar in München. Sie fließt zwischen dem westlichen Isarufer und der Museumsinsel, dem Wehrsteg und der Praterinsel. An der Nordspitze der Praterinsel, die hier auch Schwindinsel heißt, vereinigt sie sich wieder mit der Kleinen Isar. Auf Höhe der inneren Maximiliansbrücke bei der Praterinsel wurde 2010 das Praterkraftwerk in Betrieb genommen. Die Kraftwerksanlagen liegen unterirdisch.
Überquert wird die Große Isar von der Corneliusbrücke, der Boschbrücke, der inneren Ludwigsbrücke, der Mariannenbrücke, der Praterwehrbrücke und der inneren Maximiliansbrücke.

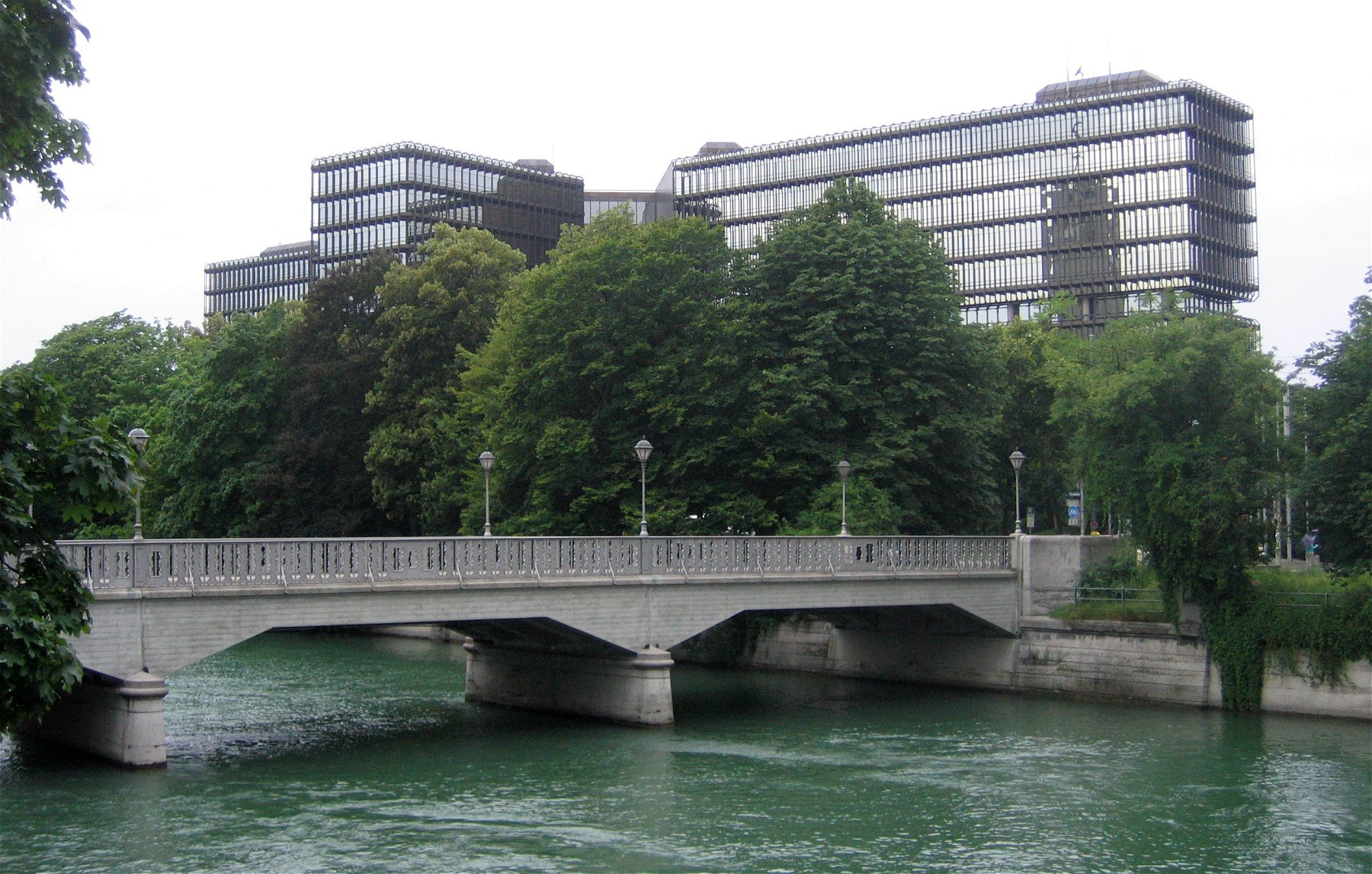
Boschbrücke
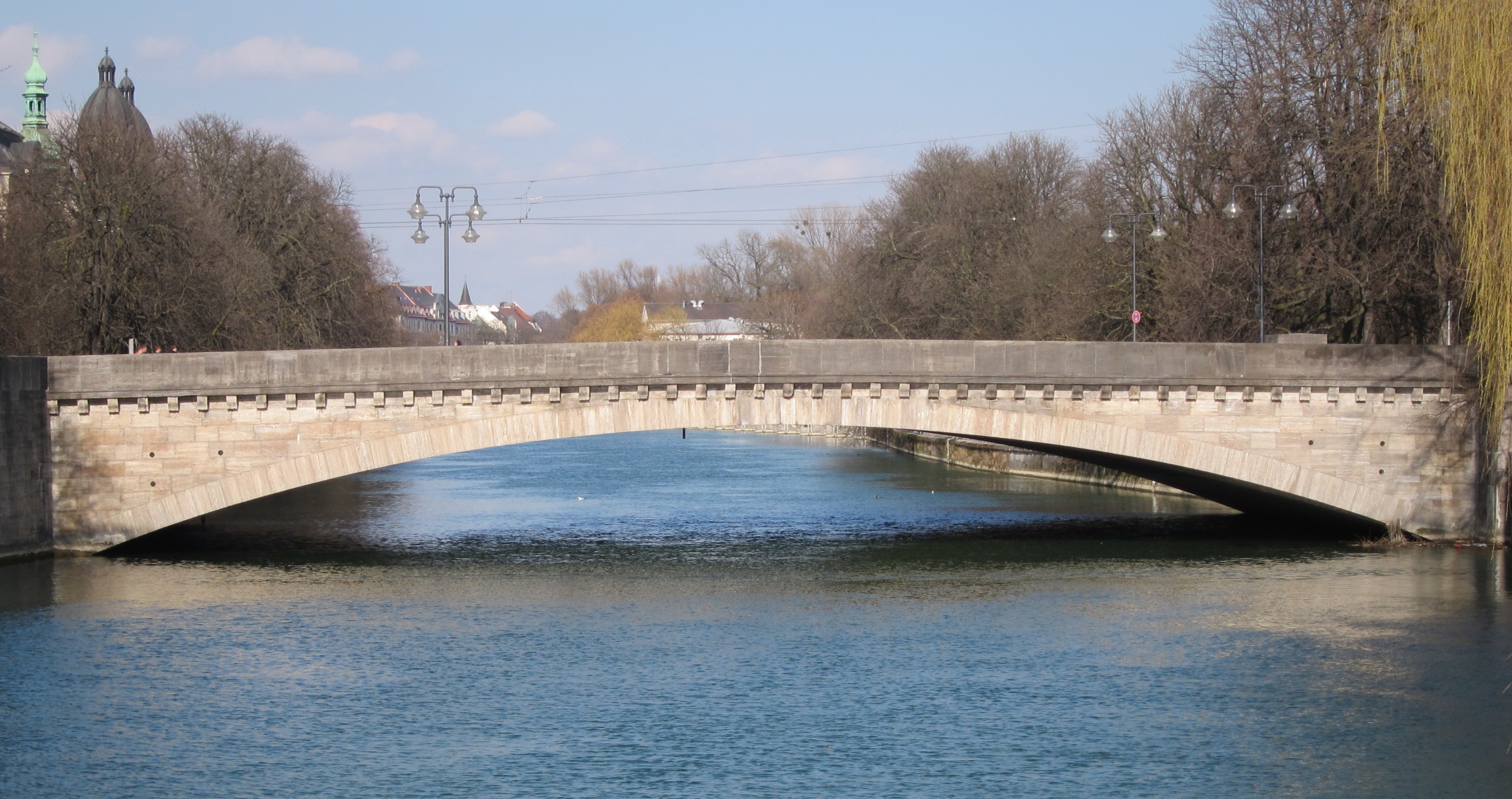
Innere Ludwigsbrücke
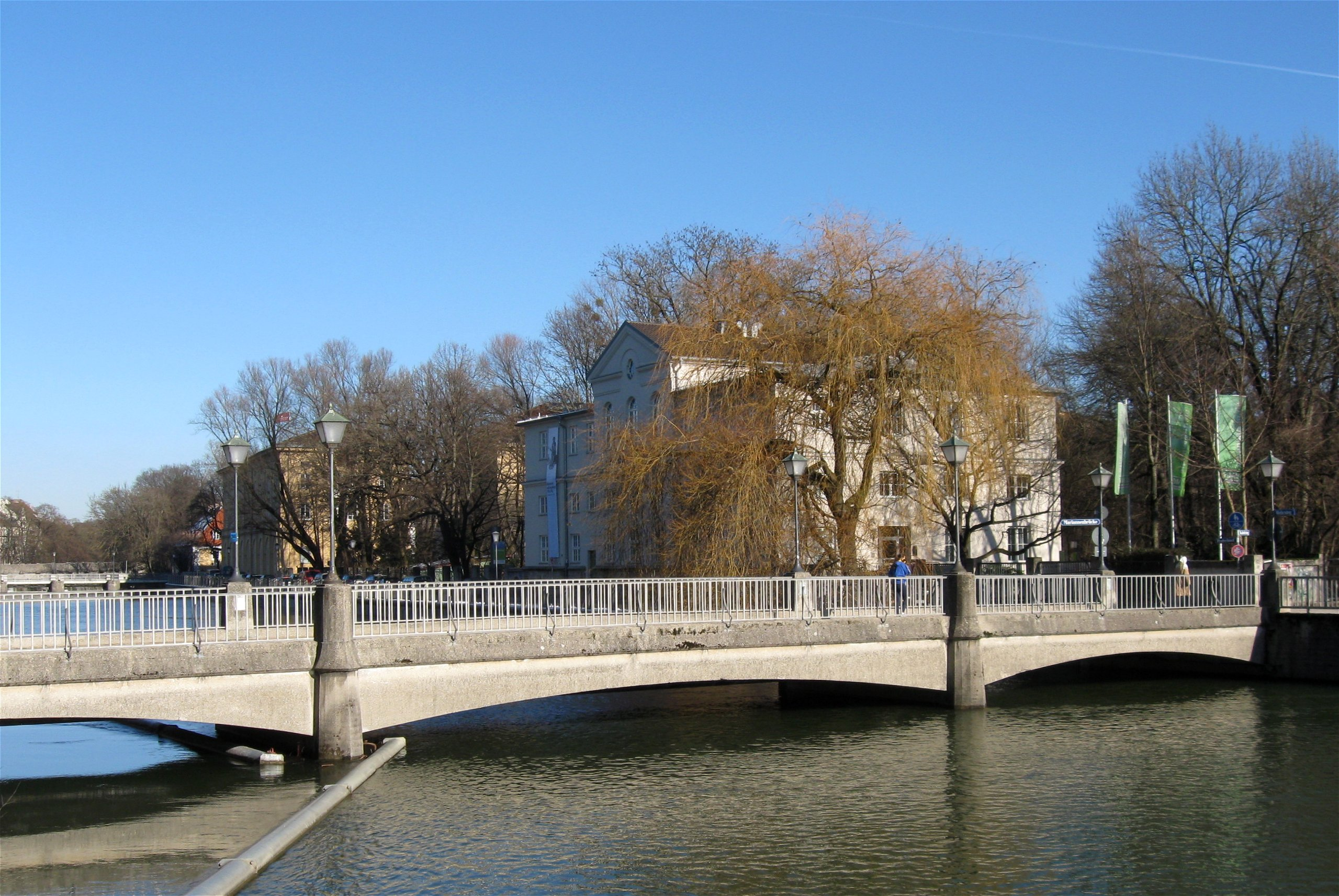
Mariannenbrücke
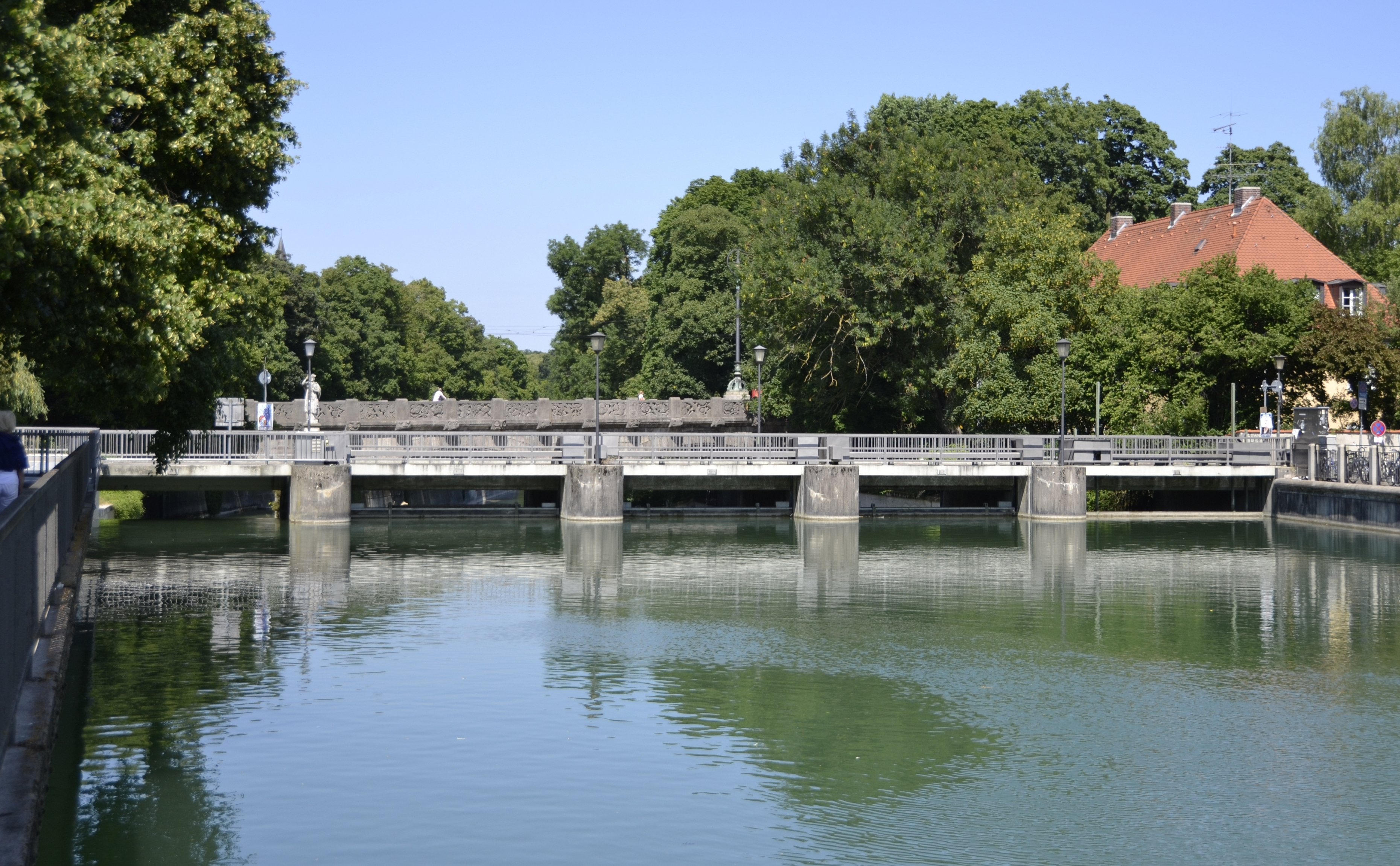
Praterwehrbrücke (Südseite)
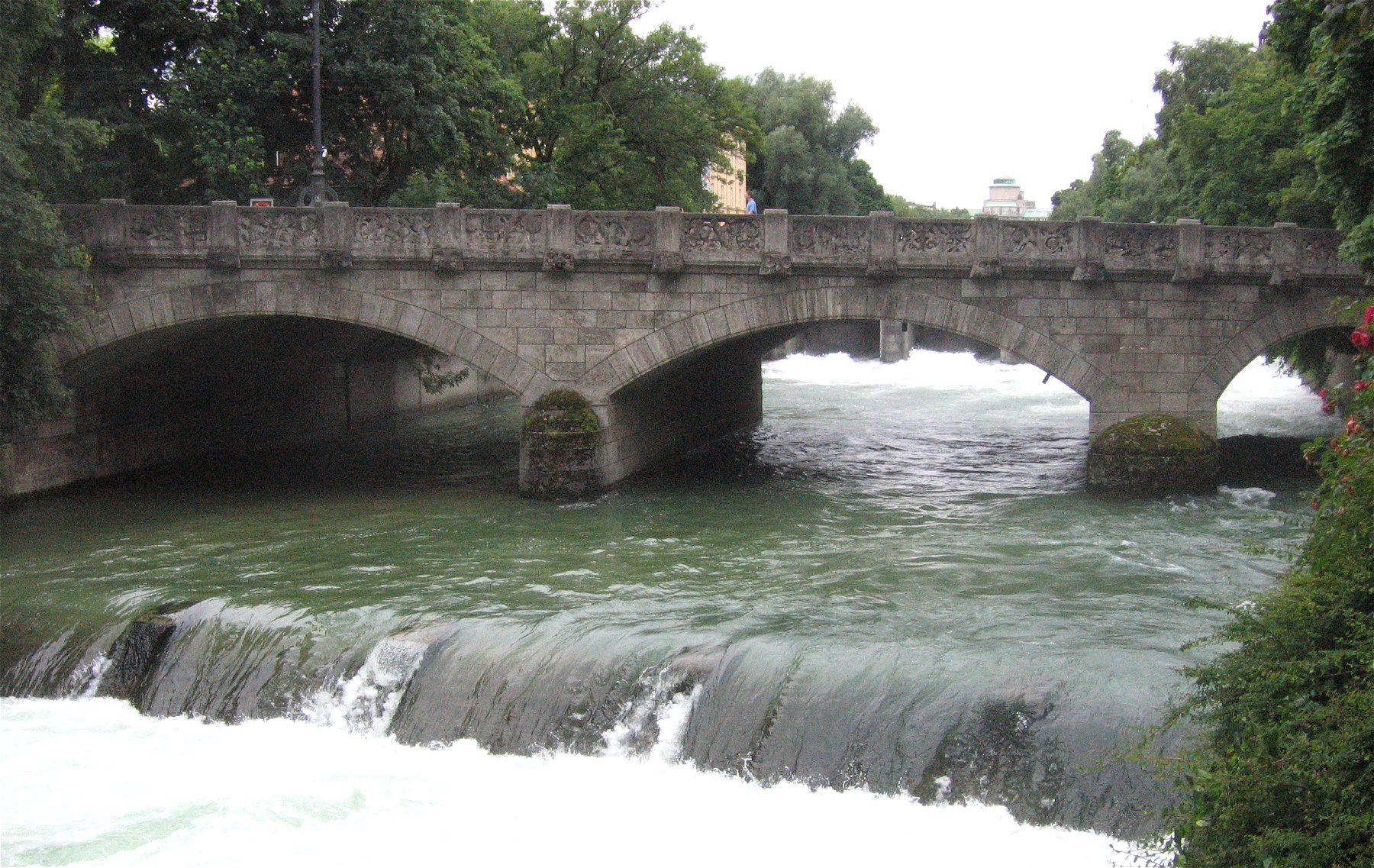
Innere Maximiliansbrücke